# Megaselia pulveroboleti
Megaselia pulveroboleti är en tvåvingeart som beskrevs av Ronald Henry Lambert Disney 1998. Megaselia pulveroboleti ingår i släktet Megaselia och familjen puckelflugor. Inga underarter finns listade i Catalogue of Life.